# 15-й Македонский корпус (НОАЮ)

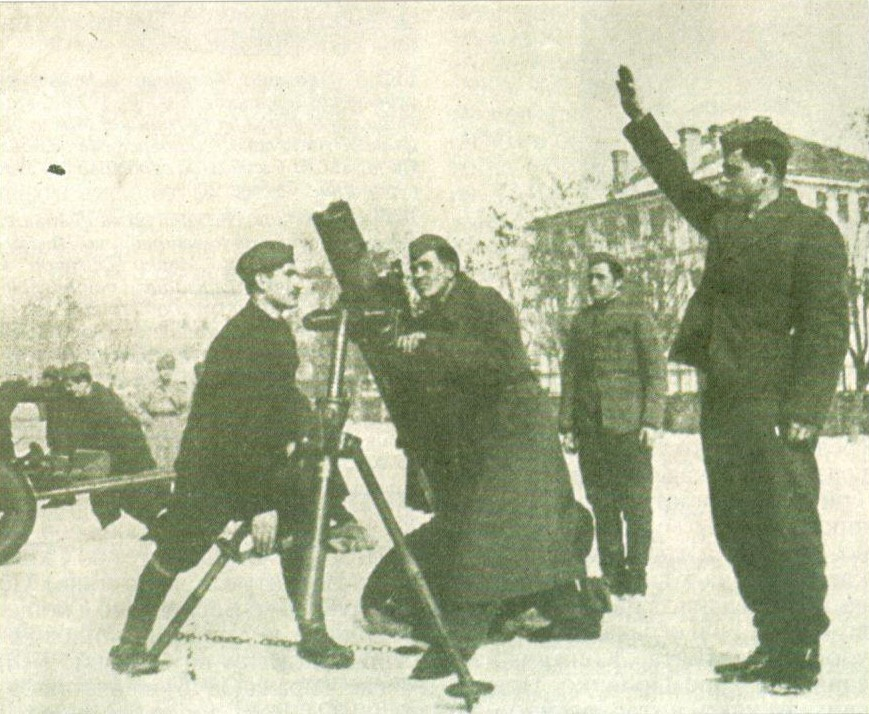
Учения 15-го македонского корпуса

15-й Македонский корпус НОАЮ (сербохорв. Тринаести српски загребачки корпус НОВЈ / Trinaesti srpski korpus NOVJ, макед. Петнаесетти македонски корпус) — воинское соединение НОАЮ, сформированное в середине октября 1944 года и участвовавшее в Народно-освободительной войне Югославии. Корпус был задействован в освобождении Македонии от немецких и албанских оккупационных войск.

## История
Изначально назывался 2-м корпусом НОАЮ, это имя носил до 10 ноября 1944 года. На момент образования включал в себя 41-ю и 49-ю македонские дивизии. Первым командиром был Алекса Демниевский, затем его сменил Тихомир Милошевский. Политическим комиссаром корпуса — Наум Наумовский. Принимал участие в боях против группы армий «E», которые отступали из Греции через долину Вардара. Участвовал в освобождении Повардарья, Пелагонии, Преспы и Охрида, а позднее Кичева и Гостивара.
В декабре 1944 года корпусу присвоено звание «ударный», в его состав вошли 42-я и 48-я македонские дивизии. С января 1945 года находился на Сремском фронте, насчитывал 22 тысячи человек. Подчинялся 1-й армии. За время участия в боях на Сремском фронте потерял 9 тысяч человек убитыми, 2800 ранеными, 150 пропавшими без вести и 20 пленными.
Расформирован 11 апреля 1945 года, его подразделения переведены под командование штаба 1-й югославской армии. До конца войны подразделения бывшего 15-го корпуса несли большие потери: 15 апреля 1945 года у Будроваца погибли 210 человек, во Врполе погибло более тысячи партизан. Корпус имел на своём вооружении только обычное пехотное оружие.